# Diên Biên Phu (pel·lícula)
Diên Biên Phu és una pel·lícula franco-vietnamita dirigida per Pierre Schoendoerffer, estrenada el 1992.

## Argument
El {març de 1954 a Hanoi, el periodista estatunidenc Howard Simpson va a informar sobre la Guerra d'Indoxina. Es va fer amic de diversos soldats francesos i es va assabentar, al costat d'ells, de l'inici de l'atac contra el campament atrinxerat de Diên Bien Phu. Veu això com una oportunitat per aconseguir les primeres primàries del seu diari. Contacta amb un periodista francès de l'AFP per tal de confirmar la seva informació.
A Dien Bien Phu, l'atac estava en ple apogeu, l'artilleria Vietminh es va desfermar contra les posicions franceses i molts oficials van morir. Un brigadier del Tren i un sergent que comanda partisans tailandesos, descobreixen la vida a les trinxeres. Un primer batalló de paracaigudistes va ser enviat com a reforç després de la pèrdua dels turons fortificats Béatrice i Gabrielle. El tinent Ky assenyala que els seus paracaigudistes vietnamites estan desmoralitzats i propensos a la deserció. Assistim a les últimes sortides sanitàries en avió abans que la pista d'aterratge sigui destruïda.
A Hanoi, on es va organitzar un concert de violí amb motiu de la gira de la talentosa Béatrice Vergnes, l'emoció està en el seu apogeu. La població especula i aposta pel dia que cau el campament atrinxerat. A la seu, tot sembla desorganitzat, el capità Morvan no sap on és el seu general.
El capità Jegu de Kerveguen s'ofereix per ser llançat en paracaigudes com a reforç quan ja tot sembla perdut a la conca; pren el comandament d'una empresa encarregada de prendre un turó, Huguette 7, fins a la seva retirada unes setmanes més tard.
Mentre els bretons toquen el biniou durant cada pausa, un tinent d'artilleria, molt filosòfic, dirigeix la seva bateria i els seus artillers colonials. Durant l'atac, es nega a retrocedir i dispararà les seves peces directament davant l'enemic, salvant temporalment la situació.
El tinent Duroc, pilot del C-47 Dakota, fa vols sobre Diên Bien Phu cada dia per llançar amb paracaigudes municions i reforços. El seu avió és finalment abatut per la defensa antiaèria Vietminh.
El sergent Thade Korzeniowski, un pare jove, s'ofereix voluntari per saltar a la conca i comandar un dels tancs rars M24 Chaffee que encara no han destruït. Allà troba els dos membres del Servei de cinema de l'exèrcit (inclòs P. Schoendoerffer). El “padre”, un capellà catòlic, també s'ofereix per saltar a Diên Bien Phu; Allà consola els ferits mentre observa la bogeria de la guerra.
Un a un, els turons es prenen i el campament s'encongeix com un tros de pell. Sota la pluja torrencial, uns quants contraatacs francesos aconsegueixen recuperar alguns d'ells, però ja no hi havia prou tropes per mantenir-los permanentment. Les batalles per Eliane 1 i Eliane 2 absorbeixen els últims esforços.
A la vora del Nam Youn, el riu que serpenteja al fons de la conca, centenars de desertors desmoralitzats s'amaguen i esperen l'inexorable.
El 7 de maig de 1954, els últims combatents del campament atrinxerat reben l'ordre d'alto el foc. Milers de soldats de Vietminh baixen dels turons circumdants i prenen "triomfalment" Diên Bien Phu. Més de 10.000 soldats francesos (tirailleurs, legionariss, artillerias...) són capturats. Gairebé tres quartes parts moriran en captivitat durant els propers mesos.

## Repartiment
Els personatges de la pel·lícula tenen noms ficticis. Els seus papers s'inspiren en la vida d'homes que existiren realment, tot i que hi havia "arranjaments" per als propòsits de la pel·lícula.

### Militar
- Patrick Catalifo: Capità Jégu de Kerveguen. Inspirat en la personalitat del comandant Jean Pouget.[2]
- Maxime Leroux: tinent d'artilleria colonial.[3]
- François Négret: brigadier del Tren de la tripulació
- Patrick Chauvel: tinent Duroc, pilot de DC3
- Christopher Buchholz: Capità Morvan, de l'Estat Major
- Raoul Billerey: el pare Wamberger, capellà catòlic, sobrenomenat el "padre"
- Eric Do: Tinent Ky, oficial del 5è BPVN
- Sava Lolov: Intendent Thade Korzeniowski, del 1r}RCC
- Luc Lavandier: sergent del destacament partisà Thaïs
- Ludovic Schoendoerffer: càmera del Établissement de communication et de production audiovisuelle de la Défense.[4]
- Igor Hossein: fotògraf del servei cinematogràfic de l'exèrcit[5]
- Geneviève de Galard: Geneviève, infermera militar, només s'esmenta el seu nom de pila

### Civils
- Donald Pleasence: Howard Simpson, periodista nord-americà del San Francisco Chronicle, se suposa que va guanyar el Premi Pulitzer
- Ludmila Mikaël: Béatrice Vergnes, violinista del Conservatori de París, de gira per l'Extrem Orient. Cosí del capità de Kerveguen
- Jean-François Balmer: periodista de l'AFP
- Lê Vân Nghia: el rickshaw de cicle anomenat "cranc vell"
- Long Nguyen-Khac: Sr. Vinh, impressor i home de lletres, nacionalista
- Thé Anh: Ông Cọp, és a dir “Mr Tiger”, financer xinès, organitzador de jocs d'atzar
- Maïté Nahyr: la patrona eurasiàtica, comerciant d'opi
- Hoa Debris (V. F. Espérance Pham Thai Lan): Betty, propietària del bar “Normandie”
- Thu Ha: promesa del sergent Thade Korzeniowski

## Citat a la pel·lícula
Per tal de reforçar la veracitat històrica dels comentaris escoltats a la pel·lícula, en els diàlegs es citen certs participants de prestigi que van participar en la batalla o que van dirigir operacions a Indoxina:
- comandant Marcel Bigeard, comandant el 6è BPC que serà llançat en paracaigudes com a reforç a Diên Bien Phu
- coronel de Castries, comandant del campament atrinxerat de Diên Bien Phu
- general Võ Nguyên Giáp, comandant de l'Exèrcit Popular del Vietnam
- el general Henri Navarre, comandant la Força Expedicionària Francesa a Indoxina
- el general René Cogny, comandant les tropes franceses a Tonquín
- general Jean de Lattre de Tassigny, antic comandant de les tropes franceses a Indoxina
- tinent coronel Pierre Langlais, comandant el Grup Aerotransportat a Diên Bien Phu
- tinent coronel Charles Piroth, comandant de l'artilleria, que es va suïcidar en observar la ineficàcia de les seves peces contra els canons Vietminh
- tinent Paul Brunbrouck, oficial d'artilleria a la 4a bateria  de la 2/4a RAC (2n grup del  4t regiment d'artilleria colonial)
- Geneviève de Galard, infermera militar, sobrenomenada "l'àngel de Dien Bien Phu"[6]

### Producció
El director va lluitar en Diên Biên Phu i hi va ser fet presoner de guerra. No podent oblidar els seus horribles records sobre aquest tema, ell va decidir tornar a Vietnam en 1992 per a realitzar allí aquesta pel·lícula que tracta l'ocorregut.
La pel·lícula va obtenir per a la seva realització un pressupost de 27 milions de dòlars. Una vegada que es va obtenir, es va rodar l'obra cinematogràfica a Vietnam.

## Recepció
Avui dia l'obra cinematogràfica es veu com un dels més importants pel·lícules bèl·liques en la història del cinema francès.
També ha estat valorat en la Internet en portals cinematogràfics. Al portal cinematogràfic IMDb, amb 934 vots registrats sobre aquest tema, la pel·lícula obté en aquest portal una mitjana ponderada de 6,2 sobre 10. A Rotten Tomatoes té la consideració de "fresc" per al 77% de les més de 50 valoracions dels usuaris donant-li a més una valoració de 3,7 de 5 com a mitjana total.